# Матросское сельское поселение
Матро́сское сельское поселение — муниципальное образование в составе Пряжинского национального района Республики Карелия Российской Федерации.
Административный центр и единственный населённый пункт — посёлок Матросы.

## Население
| 2009  | 2010  | 2012  | 2013  | 2014  | 2015  | 2016  |
| ----- | ----- | ----- | ----- | ----- | ----- | ----- |
| 1042  | ↗1068 | ↗1357 | ↗1389 | ↗1410 | ↗1416 | ↗1443 |
| 2017  | 2018  | 2019  | 2020  | 2021  | 2023  |       |
| ↗1476 | ↗1504 | ↗1614 | ↗1698 | ↘848  | ↘748  |       |

## Герб
Принят в 2018 г. Авторы — Ил. Емелин и А. Максимов. В описании герба указано: На черном поле изображены три серебряных сердца, обращенные концами к центру и обремененные сердцами меньшего размера: первое — черным, второе — лазоревым, третье — червленым. Щит увенчан золотой муниципальной короной о трех зубцах. Девиз «Здесь мой дом» чернью выведен на серебряной ленте.